# Anadendrum
Anadendrum Schott – rodzaj wieloletnich, wiecznie zielonych, lianopodobnych lub hemiepifitycznych roślin zielnych z rodziny obrazkowatych, obejmujący 11 gatunków, występujących w wiecznie zielonych lasach w Chinach i Azji Południowo-Wschodniej, w tym kilka endemicznych. Faktyczną liczbę gatunków tego rodzaju szacuje się na nie mniej niż 30. Nazwa naukowa rodzaju pochodzi od greckich słów ανά (ana – w górę, za) i δένδρον (dendron – drzewo).

## Morfologia
ŁodygaDługie, pnące łodygi pozbawione trichoskleroidów.
KorzenieRośliny tworzą na łodydze korzenie czepne.
LiścieRośliny o naprzeciwległym ulistnieniu, często tworzące wachlarz liści na szczycie łodygi. Blaszki liści właściwych ukośnie jajowato-podłużne do podłużno-lancetowatych lub podłużnych, całobrzegie. Nerwacja pierwszorzędowa pierzasta, zbiegająca się do żyłki marginalnej, dalsza siatkowata. Ogonki liściowe tworzące przy wierzchołku poduszeczkę, a u nasady pochwę liściową, niekiedy sięgającą podstawy poduszeczki.
KwiatyRośliny tworzą na każdym sympodium od 1 do 10 kwiatostanów typu kolbiastego pseudancjum. Pędy kwiatostanowe stosunkowo długie, początkowo wzniesione. Pochwy kwiatostanowe podłużno-jajowate, łódkokształtne do odgiętych, u szczytu dziobowato nakrywające kolbę, białe, zielonkawobiałe, rzadko głęboko zielone lub pokryte purpurowymi plamkami, szybko odpadające, rzadko pozostające na roślinie do początku okresu owocowania. Kolby osadzone na długiej szypule, cylindryczne, pokryte obupłciowymi kwiatami. Okwiat o błoniastych listkach, zrośniętych w kubkowatą, ściętą strukturę, równej długości lub krótszą od zalążni. Kwiat składa się z 4 wolnych pręcików i pojedynczej zalążni. Pręciki o relatywnie krótkich, szerokich, szpatułkowatych nitkach i równowąsko-eliptyczych pylnikach, otwierających się przez podłużną szczelinę. Zalążnie odwrotnie stożkowate lub odwrotnie pyramidalne, niemal czworokątne, jednokomorowe, jednozalążkowe. Zalążki anatropowe, powstające z bazalnego łożyska. Szyjki słupków szerokości zalążni, zakończone poprzecznym, podłużnym znamieniem.
OwoceWyraźnie ścięte jagody, pomarańczowo-czerwone z wyraźną pozostałością znamienia. Nasiona zaokrąglone, niemal kuliste, o gładkiej i błyszczącej łupinie. Zarodek duży, bielmo nieobecne.
GenetykaLiczba chromosomów 2n = 60

## Systematyka
Pozycja rodzaju według Angiosperm Phylogeny Website (aktualizowany system APG IV z 2016)Należy do monotypowego plemienia Anadendreae, podrodziny Monsteroideae, rodziny obrazkowatych (Araceae), rzędu żabieńcowców (Alismatales) w kladzie jednoliściennych (ang. monocots).
Gatunki
- Anadendrum affine Schott
- Anadendrum angustifolium Engl.
- Anadendrum badium P.C. Boyce[4]
- Anadendrum cordatum Schott
- Anadendrum ellipticum Widyartini & Widjaja
- Anadendrum griseum P.C. Boyce[4]
- Anadendrum latifolium Hook.f.
- Anadendrum marcesovaginatum P.C. Boyce[4]
- Anadendrum marginatum Schott
- Anadendrum microstachyum (de Vriese & Miq.) Backer & Alderw.
- Anadendrum superans Alderw.

## Zastosowanie
Liście niektórych gatunków Anadendrum są jadalne i stosowane do przygotowywania curry.